# Conseil des Grands Lacs
Le conseil des Grands Lacs (en anglais : Great Lakes Council) est une ancienne zone d'administration locale située dans l'État de Nouvelle-Galles du Sud en Australie. 

## Géographie
La zone s'étendait sur 3 376 km2 dans la vallée de l'Hunter à l'est de la Nouvelle-Galles du Sud. Elle s'ouvrait largement sur la mer de Tasman et abritait la baie de Port Stephens, les lacs Myall et Wallis. Elle était traversé par la Pacific Highway et la Lakes Way.
Elle comprenait les villes de Forster et Tuncurry, ainsi que les localités de Booral, Bulahdelah, Bungwahl, Coolongolook, Failford, Girvan, Hawks Nest, Nabiac, Pacific Palms, Seal Rocks, Smith Lake, Stroud, Stroud Road, Tea Gardens et Wootton.  

## Histoire
Le 12 mai 2016, elle est supprimée et réunie au sein du nouveau conseil de Mid-Coast.

## Démographie
En 2011, la population s'élevait à 34 430 habitants.